# Albert József (labdarúgó)
Albert József (Nyustya, 1912. május 7. – Budapest, 1994. április 16.) magyar labdarúgó, majd edző. 1962-től mesteredző.

## Pályafutása

### Klubcsapatban
1930-tól a Szegedi AK labdarúgója volt. 1941-ben vonult vissza az aktív labdarúgástól.

### Edzőként
Edző pályafutását 1941-ben a Bezdán csapatánál kezdte. 1945 és 1951 között a Szegedi AK vezetőedzője volt. 1947 és 1949 között az első osztályban szerepelt a csapattal. 1957-ben a szíriai labdarúgó-válogatott szövetségi kapitányaként tevékenykedett és segítette győzelemre a közel-keleti válogatottat a Pánarab játékokon.
Az 1960-as években Komlón, Székesfehérváron és Szombathelyen volt edző. 1967 és 1968 között Libanonban dolgozott. 1970-ben a Vasas szakfelügyelője és vezetőedzője volt. Az angyalföldi együttessel Közép-európai kupát nyert. A '70-es évek második felében az angyalföldi Magyar Acél SC-nél is edzősködött.

## Sikerei, díjai

### Edzőként
- Pánarab játékok
  - győztes: 1957
- Közép-európai kupa (KK)
  - győztes: 1970
- Mesteredző (1962)